# Lim Jong-hoon
Lim Jong-hoon (Busan, 21 januari 1997) is een Zuid-Koreaanse professioneel tafeltennisser. Hij speelt linkshandig met de shakehandgreep.

## Belangrijkste resultaten
- Zilver op de dubbel op de wereldkampioenschappen 2021 in Houston met Jang Woo-jin.
- Zilver op de dubbel op de wereldkampioenschappen 2023 in Durban met Jang Woo-jin.
- Brons met het team op de wereldkampioenschappen 2018 in Halmstad.
- Brons met het team op de wereldkampioenschappen 2024 in Busan.